# Simon Olsson
Anders Simon William Olsson, född 6 november 1989 i Landvetters församling i Göteborgs och Bohus län, är en svensk professionell ishockeyspelare som tidigare har spelat i olika juniorligor i USA och Kanada, samt i Rögle BK. Säsongen 2012/2013 spelade Simon Olsson i Örebro HK samt BIK Karlskoga. Simon spelade under säsongen 2013/2014 47 matcher för Asplöven men kom sedan "hem" till Rögle BK. Den 14 december 2016 meddelade Simon att han svalt att avsluta sin aktiva karriär som ishockeyspelare, för istället börja jobba som agent tillsammans med Patrik Carnbäck och Patrik Aronsson.

## Klubbar
- Mölndal Hockey (2005/2006)
- Rocky Mountain Wranglers (2006/2007)
- Texas Tornado (2006/2007)
- Chicago Steel (2006/2007 - 2007/2008)
- Prince Edward Island Rocket (2008/2009)
- Baie-Comeau Drakkar (2009/2010)
- Rögle BK (2010/2011 - 2011/2012)
- Örebro HK (2012/2013)
- BIK Karlskoga (2012/2013)
- Asplöven HC (2013/2014)
- Rögle BK (2013/2014)
- Lørenskog IK (2014/2015)
- Asplöven HC (2015/2016)
- ESV Kaufbeuren (2016/2017)